# Lorenz-Weiß-Gasse
Die Lorenz-Weiß-Gasse ist eine Straße im 14. Wiener Gemeindebezirk Penzing, am östlichen Rand des Bezirksteils Hütteldorf. Sie wurde 1904 nach dem Hütteldorfer Oberlehrer Lorenz Weiß (1821–1887) benannt. Die Gasse ist von dreigeschoßigen secessionistischen Miethäusern geprägt, die ein Ensemble bilden, weswegen sie mit vier nahegelegenen aus derselben Zeit stammenden Gebäuden in der Linzer Straße zu einer von der Stadt Wien definierten baulichen Schutzzone zusammengefasst sind.
Die Gasse geht von einer Anhöhe oberhalb der Linzer Straße aus, die sich aufgrund der Geländebedingungen hier kurz teilt, wobei dieses Teilstück dann in die Müller-Guttenbrunn-Gasse übergeht. Unterhalb der Abzweigung befindet sich der Leon-Askin-Platz, der der Straßenbahnschleife Baumgarten entspricht. Auch die Lorenz-Weiß-Gasse selbst führt ein Stück weiter die Baumgartner Höhe  hinauf.
Das Ensemble wird von den Bauten 1 bis 9 (ungerade Seite) und 6 bis 10 (gerade Seite) gebildet, ansonsten gibt es in der Gasse noch drei Wohnhäuser späterer Zeit und einen Gärtnereibetrieb. Die zur Schutzzone gehörenden Gebäude in der Linzer Straße (342, 344, 358 & 358A sowie 360) werden im Folgenden ebenfalls angeführt. Soweit nicht anders angegeben folgen die Angaben dem Dehio.

## Die einzelnen Gebäude
- Das zwischen 1908 und 1912 erbaute Haus Nr. 1 ist von der Linzer Straße durch seine Lage auf der Anhöhe gut sichtbar.
- Das Gebäude Nr. 3 stammt aus dem Jahr 1908 von dem für seine repräsentativen Fassaden mit den Dekorformen des französischen Barock und Rokoko bekannten Rudolf Erdös. Einen gewissen Kontrast dazu bildet die Kleinheit der Wohnungen, die nur jeweils zwei Zimmer mit Kabinett ausmachten.[5]
- Nr. 5 stammt ebenfalls aus der Zeit um 1910.
- Nr. 6, das Kopfgebäude auf der geraden Seite mit dem turmartigen Eckerker wurde 1912 von Georg Löwitsch erbaut. In Nischen der Gartenmauer befinden sich zwei weibliche Heiligenfiguren aus dem mittleren 18. Jahrhundert. Eine hält ein Buch mit der Inschrift Aut pati aut mori (Leiden oder sterben) in der Hand, womit sie sich als Teresa von Ávila identifizieren lässt.
- Die Häuser 6A, 8 und 10 bilden ein Ensemble innerhalb des Ensembles. Sie wurden 1910/11 von Georg Löwitsch erbaut. 6A und 10 sind spiegelgleich an der Straße angeordnet, während 8 zurückversetzt ist. 6A wurde allerdings zwischenzeitlich verändert. In einer Mauernische befindet sich eine Figur des Hl. Joseph aus dem 18. Jahrhundert.
- Nr. 7 und 9 sind zwei identische Häuser mit Fassadengiebeln und reichem Dekor von Martin Šmid aus dem Jahr 1909.

### Galerie

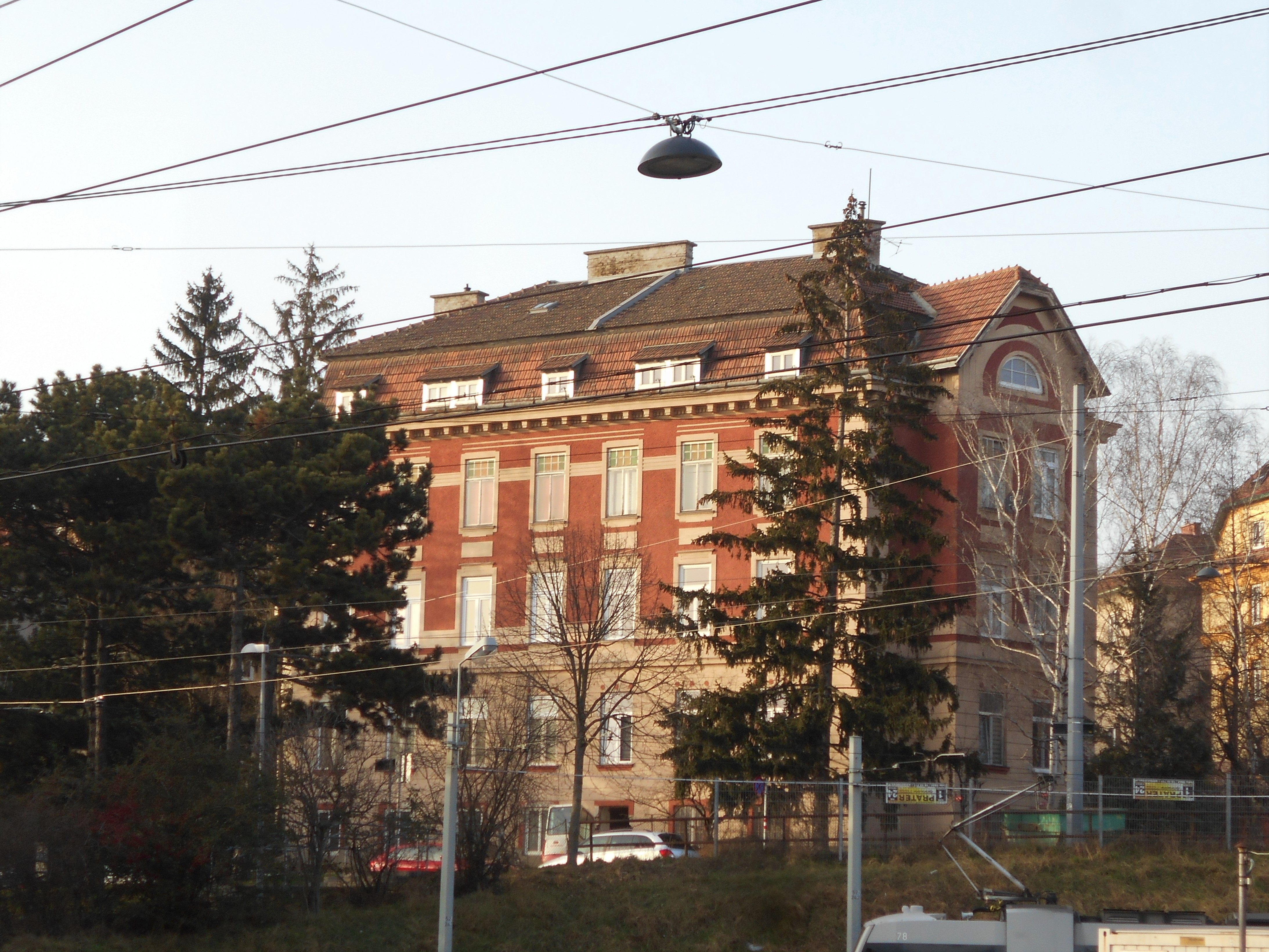
Nr. 1
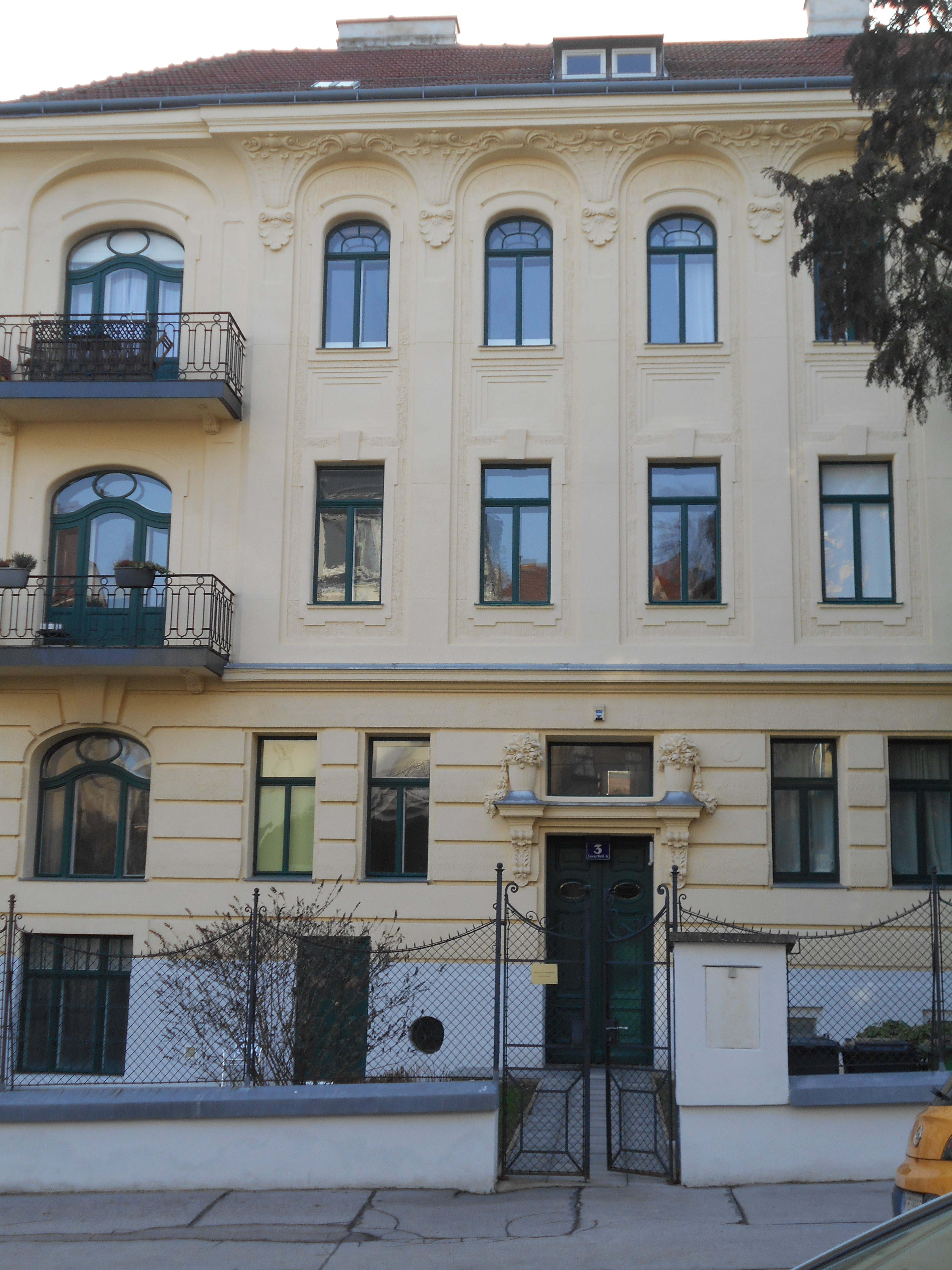
Nr. 3
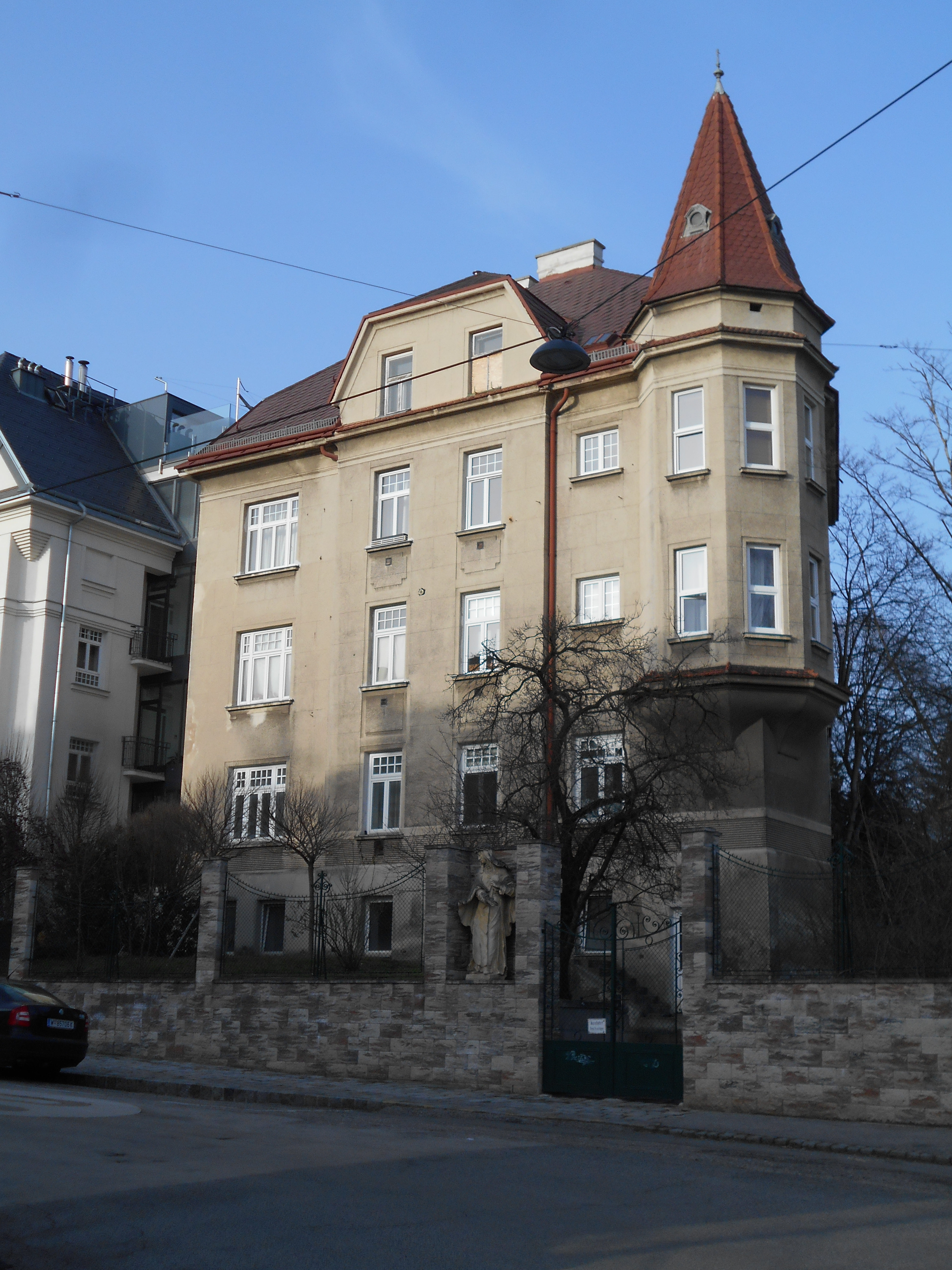
Nr. 6
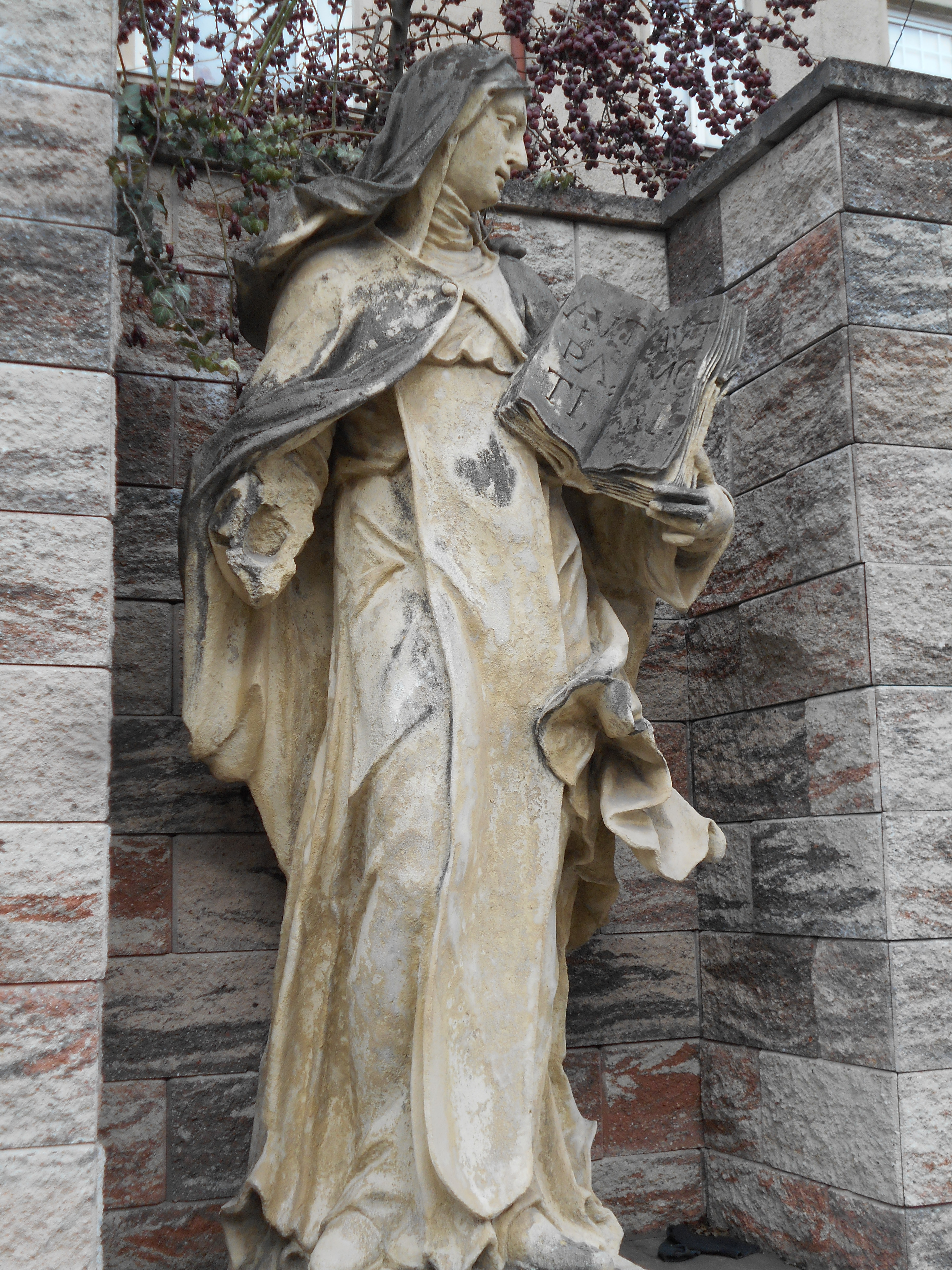
Eine der Heiligenfiguren (Teresa von Ávila)
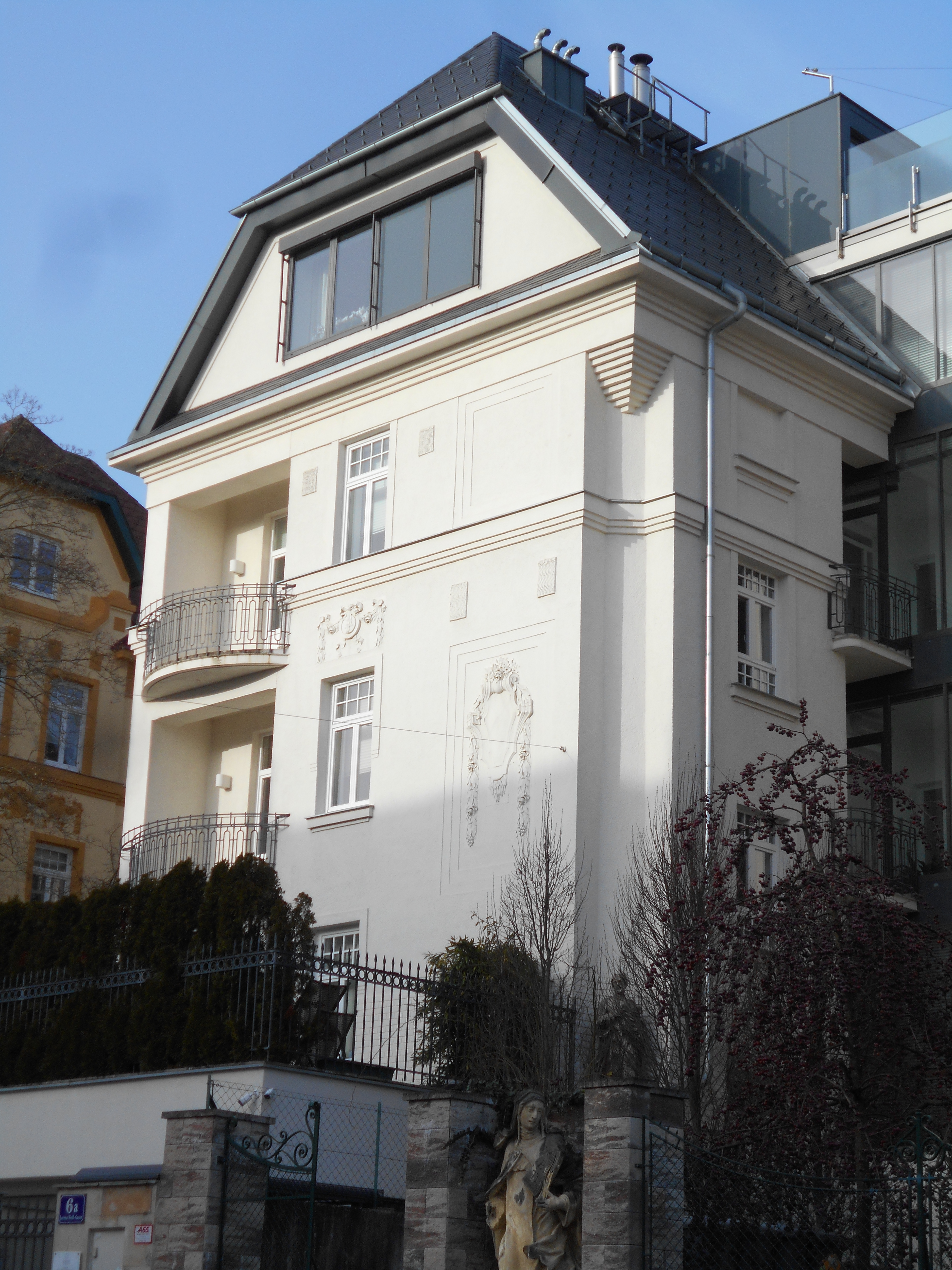
Nr. 6A
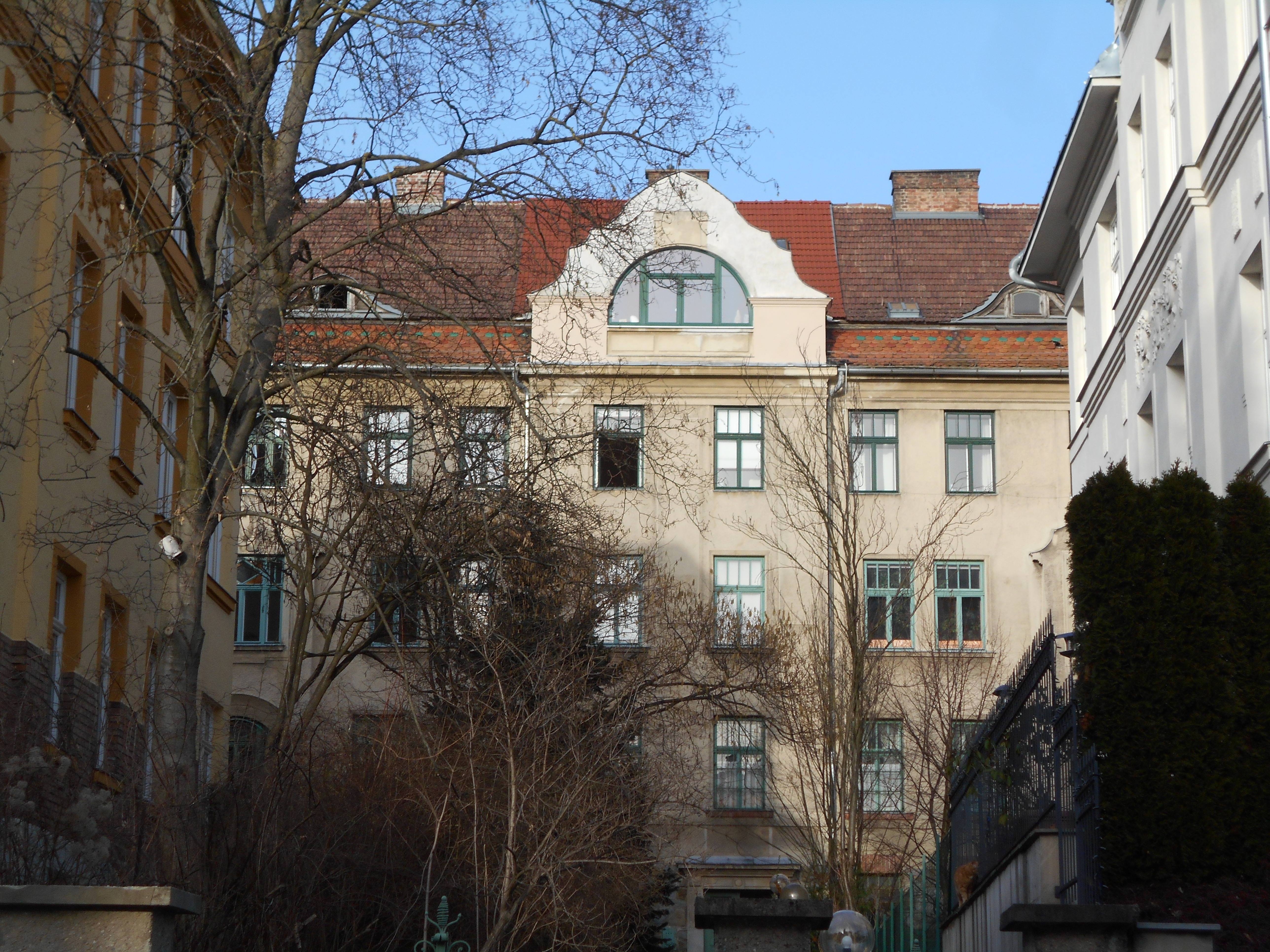
Nr. 8
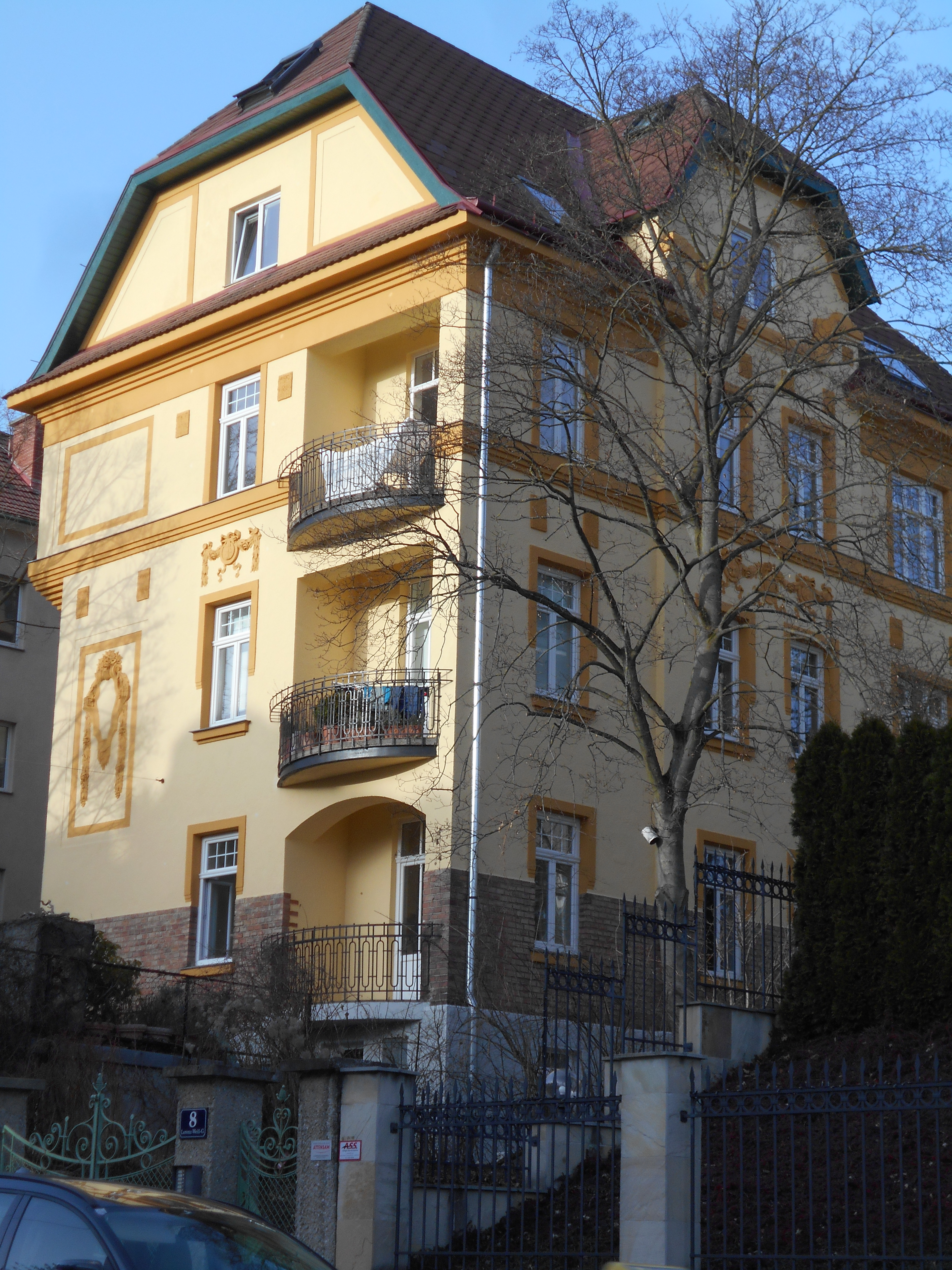
Nr. 10
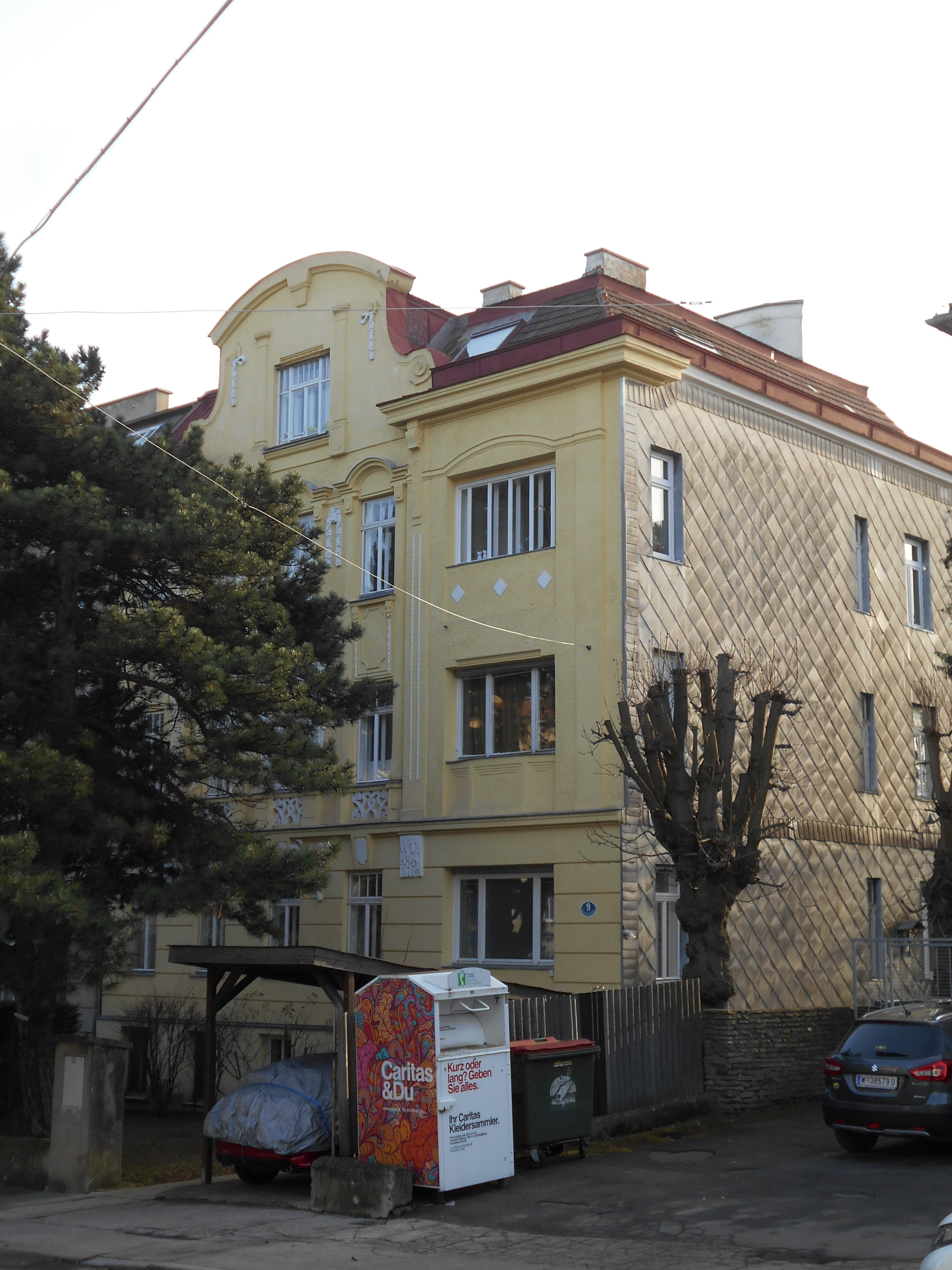
Nr. 9

## Die ebenfalls zum Ensemble bzw. zur Schutzzone gehörenden Gebäude in der Linzer Straße
Unterhalb der Abzweigung zur Lorenz-Weiß-Gasse, befinden sich die Gebäude Linzer Straße Nr. 342 und 344, bei 342 grenzt das Grundstück an Lorenz-Weiß-Gasse 9 an.
- Nr. 342 stammt aus dem Jahr 1906 von Richard Modern. Die Traufe kragt stark hervor und die Fassade ist teils in Rau-, teils in Rieselputz ausgeführt und weist einen Mäanderfries sowie Lorbeervasen im obersten Geschoß auf. die Balkone sind aus Schmiedeeisen.
- Nr. 344 stammt von Georg Löwitsch aus dem Jahr 1905. Es hat seichte Seitenrisaliten und weist reichen Stuck in floralen Mustern auf.
- Die Nrn. 358 und 358A bilden ein Doppelhaus. Sie stammen aus dem Jahr 1910 und wurden – ebenso wie Nr. 360 – von Josef Münster (mit Edmund Schönauer) erbaut. Münster blieb zwar zeitlebens dem Historismus verhaftet, nahm aber teilweise secessionistische oder (wie hier) klassizierende Formen in sein Repertoire auf.[6]
- Nr. 360 hat eine reich dekorierte späthistoristische Fassade. Es wurde 1909 erbaut.

### Galerie

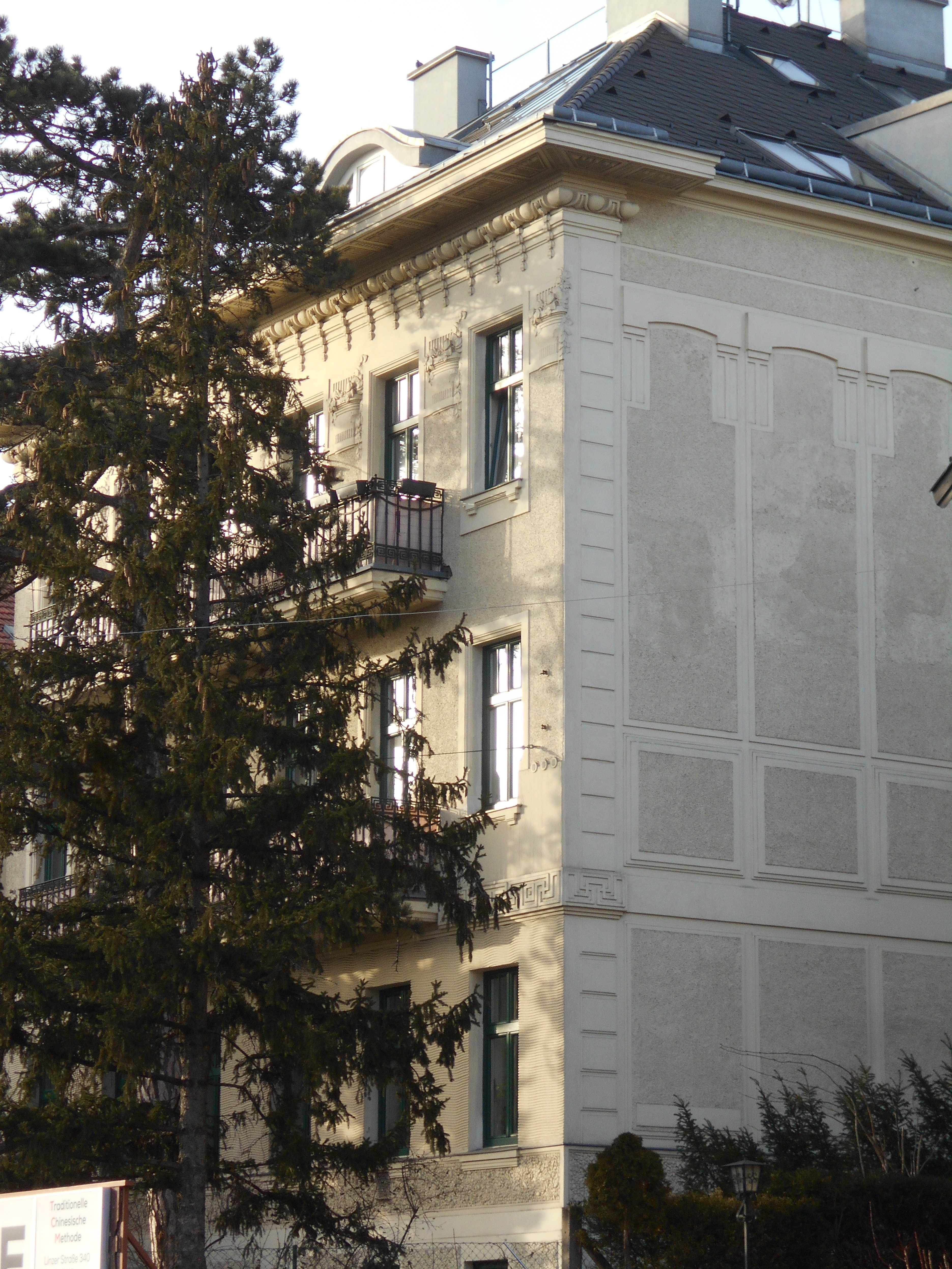
Nr. 342
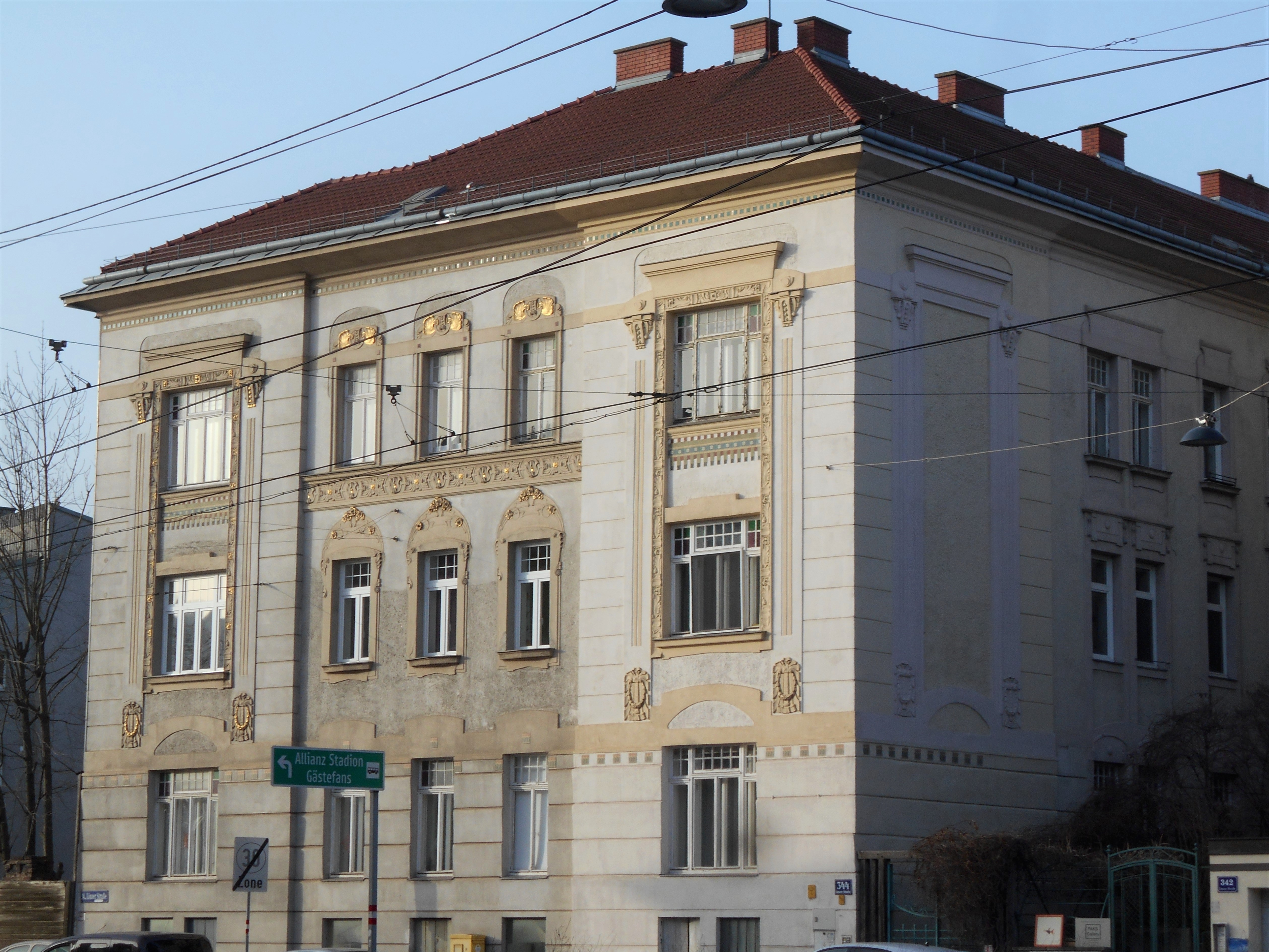
Nr. 344
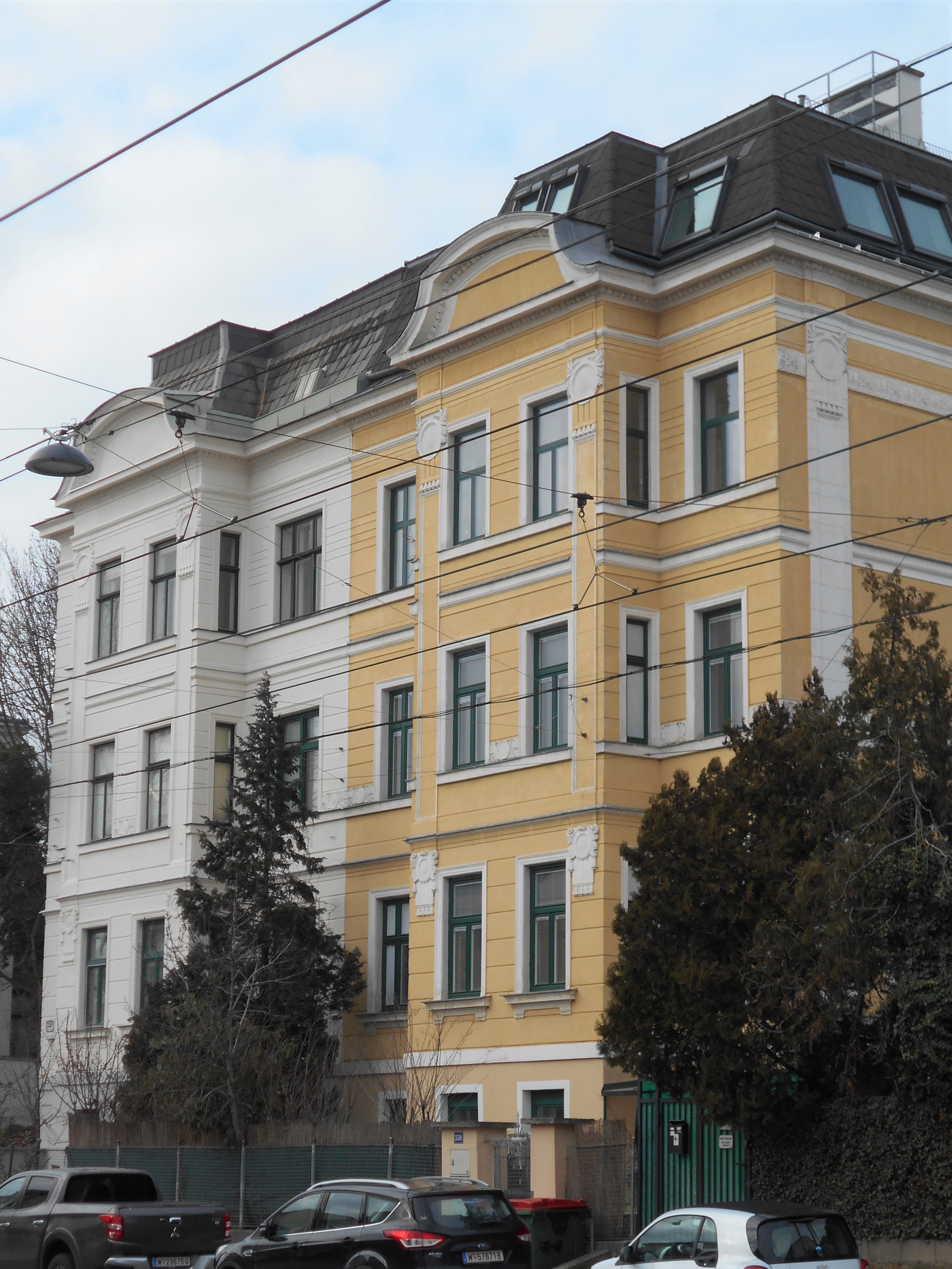
Nr. 358 (rechts) und 358A
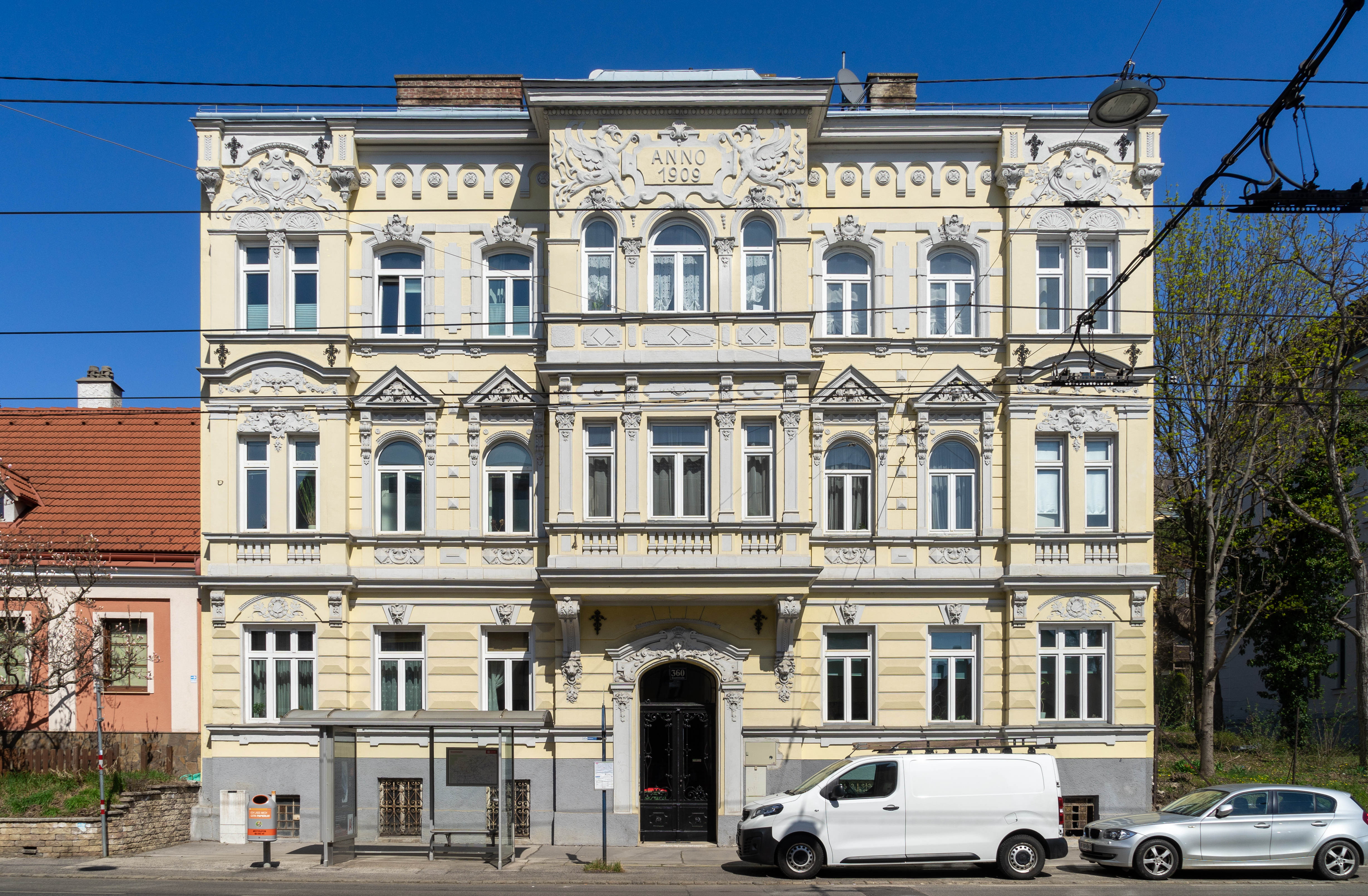
Nr. 360